# David Civera
David Civera Gracia (Teruel, 8 de enero de 1979) es un cantante español de pop latino.
Su primera aparición en televisión fue a los diecisiete años al concursar en el programa musical Lluvia de estrellas. En la década de los 2000, adquirió fama como artista al representar a España en el Festival de la Canción de Eurovisión 2001, en el que obtuvo la sexta posición con el tema «Dile que la quiero». Gracias a ello, fue la inspiración y el origen  de la primera edición de Operación Triunfo que se emitió en ese mismo año.
Consolidó su carrera musical como referente de la canción del verano en los primeros años de la antedicha década, con las canciones «Dile que la quiero», «Que la detengan», «Bye, bye» y «Rosas y espinas» que alcanzaron todas ellas el número uno del conteo de la radio Los 40. En 2003, recibió el premio Dial a uno de los intérpretes más destacados de ese año en España. Tres años después, participó en la segunda edición de ¡Mira quién baila! que se proclamó vencedor. Además, presentó su primer programa de televisión Superstar en 2008.
En mayo de 2023 publicó su último trabajo discográfico, el sencillo «Vida». Según los Productores de Música de España (PROMUSICAE) acumula en total tres discos de platino y uno de oro por las ventas de sus primeros álbumes.

## Biografía

### 1979-2000: inicios en la música

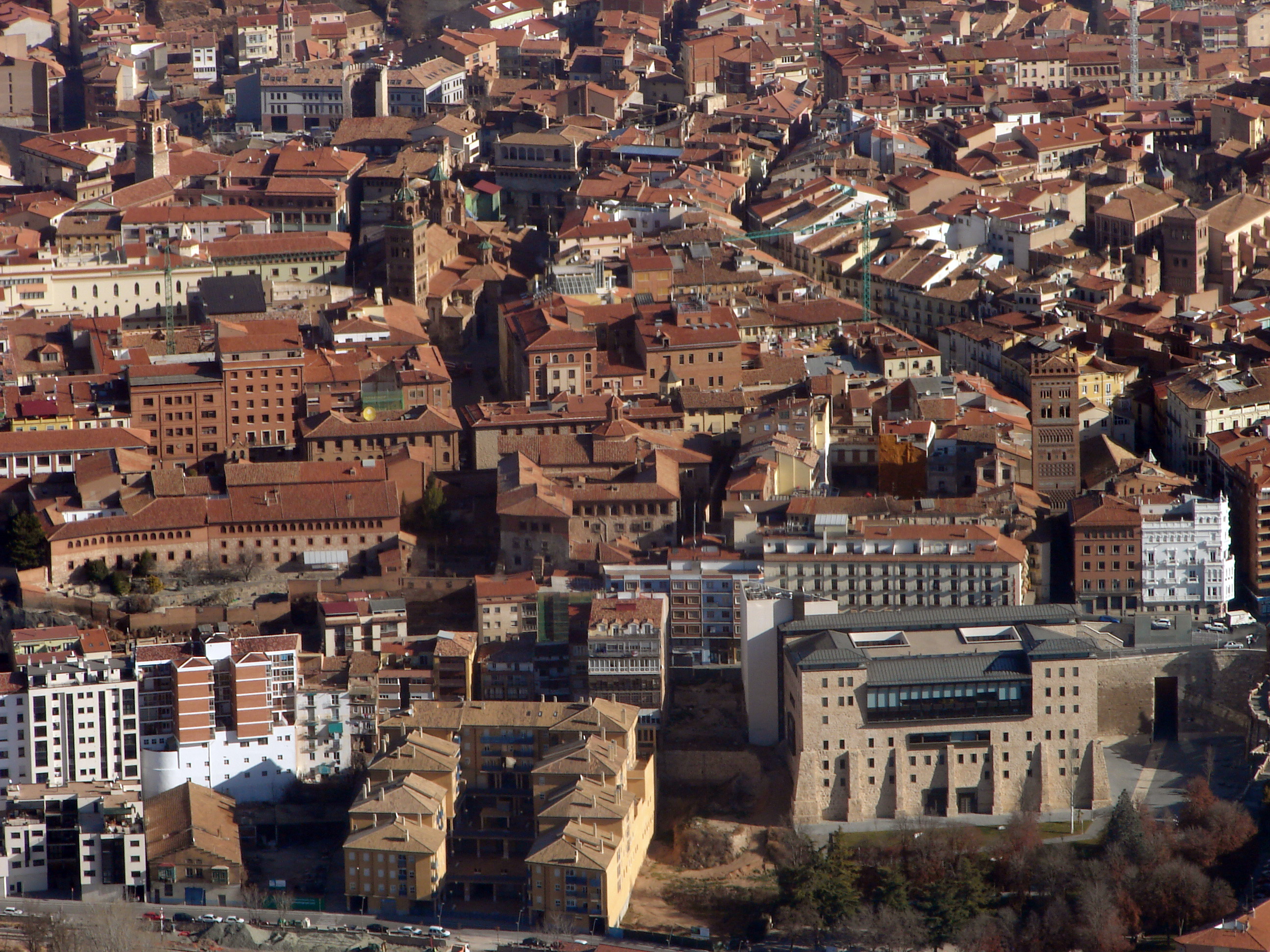
Vista parcial de Teruel, ciudad natal del cantante

David Civera Gracia nació el 8 de enero de 1979 en la ciudad de Teruel (España). Es hijo de Pilar Gracia y José Civera, tiene una hermana mayor llamada Sonia y una menor de nombre Vanessa.
Empezó a componer canciones desde pequeño para la iglesia y también para su familia. En su adolescencia tomó clases de piano y de canto, primero en su ciudad natal, y más tarde en Valencia.
Más adelante, participó en el concurso musical Sur Jerez, que representó a la comunidad autónoma de Aragón y ocupó el segundo lugar con las canciones «Como duele el adiós» y «Melancolía», ambas grabadas anteriormente en maquetas.
A los diecisiete años participó en el programa musical Lluvia de estrellas, que fue emitido en Antena 3 y presentado por Bertín Osborne. Fue su primera aparición en televisión y actuó con la interpretación de la canción «Experiencia religiosa» de Enrique Iglesias, que le permitió conocer al que sería su productor años después, Alejandro Abad. Al mismo tiempo, también participó en el programa musical Canciones de Nuestra Vida.

### 2001: salto a la fama

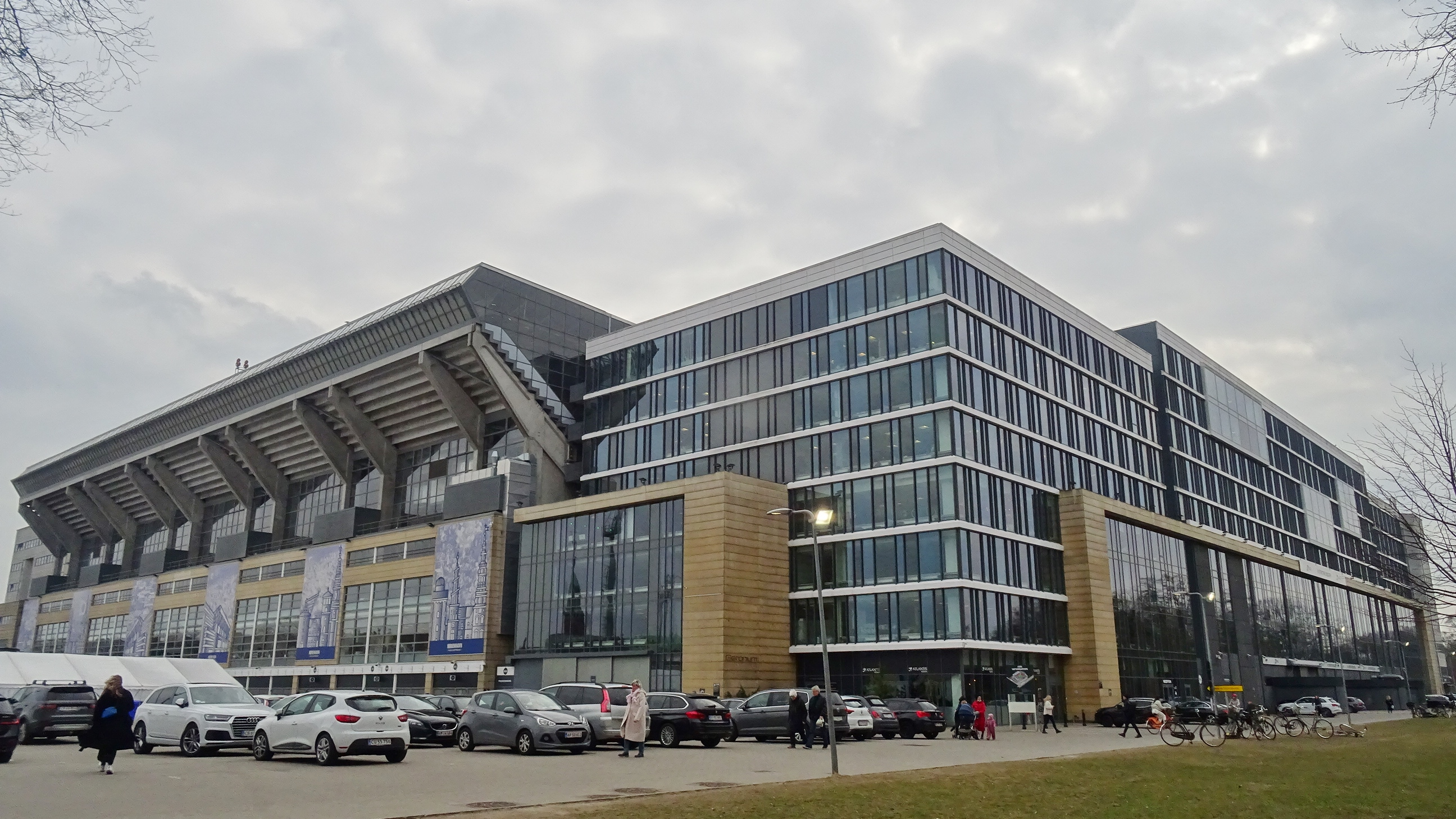
Parken Stadion, sede del Festival de la Canción de Eurovisión 2001

Con veintidós años, Civera asistió en febrero de 2001 a la preselección del Festival de la Canción de Eurovisión 2001, durante el programa Eurocanción de Televisión Española. Resultó el vencedor con la canción «Dile que la quiero», compuesta por Víctor Salvi y producida por Alejandro Abad, la cual recibió 108 puntos —72 por parte del jurado y 36 con los votos del público—.
El 12 de mayo, actuó en el Parken Stadion de Copenhague (Dinamarca), y logró la sexta posición con 76 puntos, la mejor clasificación de la representación española en el festival desde 1997 hasta 2022. Fue visto por 5,6 millones de espectadores, el más seguido desde 1992 a 2002.
Después del festival, la canción «Dile que la quiero» se convirtió en un éxito en el verano de ese año al alcanzar el número uno del conteo de la radio Los 40. El sencillo se lanzó en formato físico y llegó al número dos del Top 20 Singles & Maxi Singles de Promusicae.
Al mismo tiempo, Civera publicó su álbum debut a través de Vale Music, que llegó al número nueve del Top 100 álbumes de Promusicae. Además, fue uno de los cincuenta álbumes más vendidos en la lista anual de 2001 en España, y se certificó con un disco de platino. A final de año, participó durante un periodo de ocho capítulos en la telenovela Esencia de poder de Telecinco y aportó su voz a la canción «Caminar por la vida», después de hacer un cameo en la serie de ¡Ala... Dina! En ese mismo año, recibió la nominación en la categoría artista revelación en los premios Amigo de los Productores de Música de España (PROMUSICAE).

### 2002-2005: éxito musical

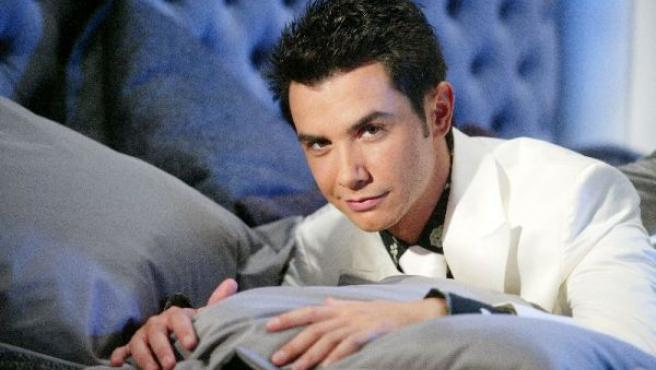
Civera en 2003

En 2002 publicó su segundo álbum En cuerpo y alma, el cual debutó en el número diez del Top 100 de álbumes de Promusicae, vendió 150 000 copias y obtuvo la certificación de disco de platino. «Que la detengan» llegó al número uno de Los 40 y fue considerada como una de las mejores canciones de ese verano, según el diario ABC.
El 12 de mayo de 2003 lanzó La chiqui big band, que debutó en el número dos del Top 100 álbumes de Promusicae y se certificó con un disco de platino. «Bye, bye» fue el primer sencillo del álbum que llegó al número uno de Los 40. Lo siguió «Rosas y espinas» junto con el cantante David Bisbal que también consiguió la misma posición en la antedicha radio. En octubre colaboró con otros artistas en la canción «Latido urbano» del locutor de radio Tony Aguilar, y al mes siguiente publicó David Civera & La chiqui big band en concierto. En ese mismo año, Civera viajó a Venezuela para la promoción del álbum y participó en el concurso La guerra de los sexos emitido por Venevisión.
En enero de 2004 tuvo la nominación en la categoría de mejor álbum latino por La chiqui big band en los premios Amigo. En el mismo mes, recibió el premio Dial a uno de los intérpretes más destacados de 2003 en España. En enero de 2005 lanzó su cuarto álbum Perdóname, que debutó en el número tres del Top 100 álbumes de Promusicae y se certificó con un disco de oro. Ese mismo año inició una nueva gira por más de cuarenta localidades por toda la geografía de España para presentar en directo su nuevo disco.

### Desde 2006
En febrero de 2006 Civera ganó la segunda edición de ¡Mira quién baila!, con el 61 % de los votos del público a través de llamadas y vía mensajes. El 6 de junio lanzó Ni el primero, ni el último, que debutó en el número nueve del Top 100 álbumes de Promusicae. Al año siguiente, fue publicado su sexto álbum No bastará, que supuso para él un nuevo cambio musical hacia el pop italiano, y llegó a la posición 22 de la antedicha lista. Además, fue homenajeado en el Mausoleo de los Amantes de Teruel.
En 2008 lanzó su séptimo álbum Para vivir contigo, y su primer recopilatorio de Grandes éxitos, que supuso la rescisión del contrato con su discográfica, Vale Music. Ambos discos alcanzaron las posiciones 28 y 64 del Top 100 álbumes de Promusicae respectivamente. Además, fue el conductor del programa Superstar en la televisión autonómica de Telemadrid. Al año siguiente, el 24 de noviembre, se editó el álbum Podemos elegir a través de EMI Music, que debutó en el número 58 de la antedicha lista. En noviembre de 2011 lanzó su primer álbum de versiones bajo el título A ritmo de clásicos, que debutó en el número seis del Top 100 Álbumes de Promusicae y fue la mayor posición de un álbum suyo desde 2005 con Perdóname. «Gloria» fue el primer sencillo del álbum y el único que llegó a entrar en la lista del Top 50 canciones de Promusicae.
En noviembre de 2013 fue publicado su último álbum de estudio bajo el título de Versión original a través de Blanco y Negro Music, que debutó en el número 81 del Top 100 álbumes de Promusicae. En 2016 lanzó su segundo álbum recopilatorio 15 Aniversario, que fue el primer trabajo discográfico como independiente, y llegó a la posición 52 de la antedicha lista. Tres años después, el 12 de abril de 2019 publicó el EP Empatía. En octubre de 2021 recibió la figura de los Amantes de Teruel por el Centro de Iniciativas Turísticas de Teruel (CIIT). En mayo de 2022 publicó el sencillo «Entre amigos» a través de Sonogrand music. Al mes siguiente, actuó en el Sálvame Mediafest emitido por Telecinco, y en el Love the Tuenti's Festival celebrado en el IFEMA de Madrid. Al mismo tiempo, comenzó su nueva gira que llevó el título de 20+1.

## Vida personal

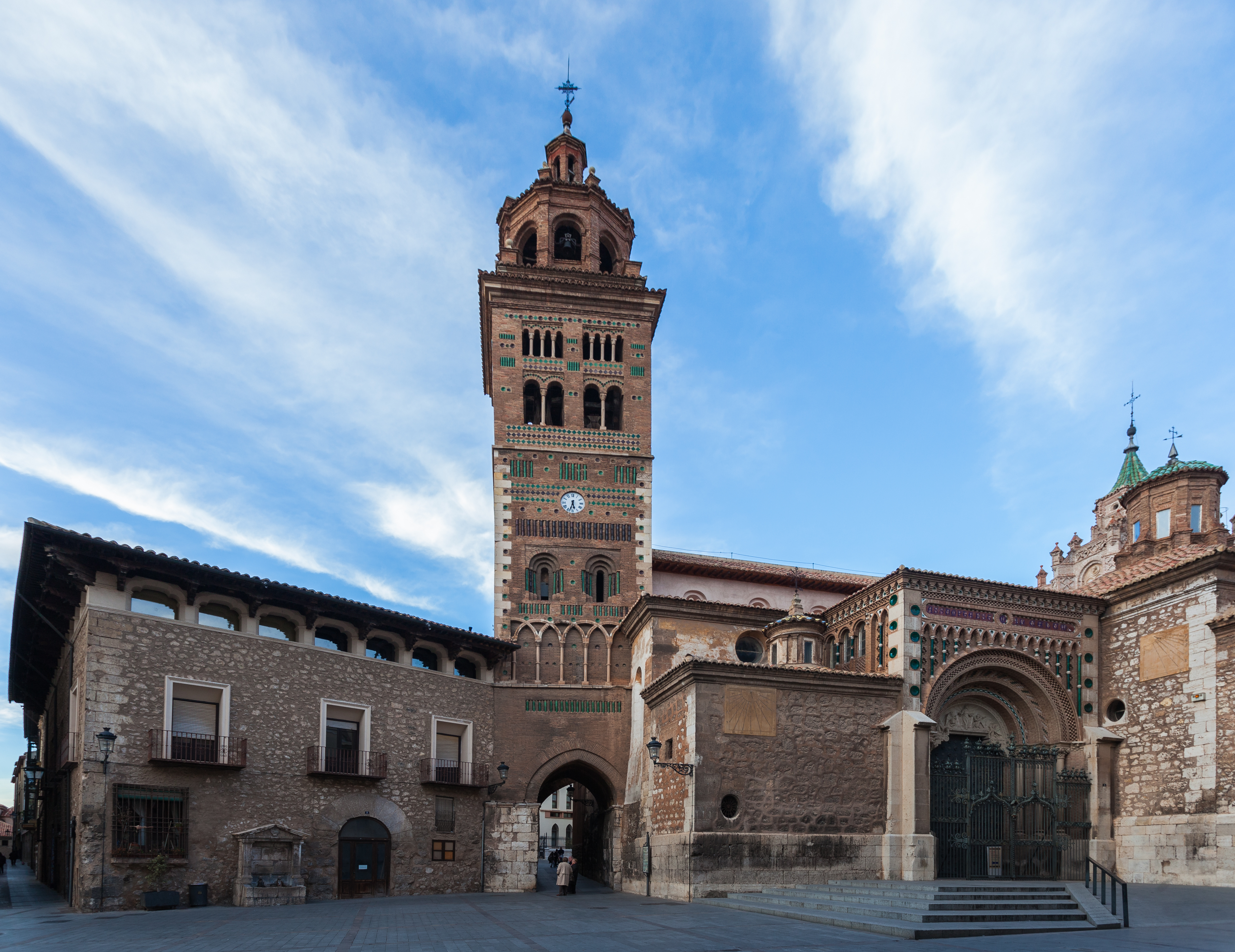
Catedral de Santa María de Mediavilla de Teruel, lugar en donde Civera contrajo matrimonio en 2007

El 29 de septiembre de 2007 David Civera contrajo matrimonio con Ana María Benedí, por entonces empleada de una entidad bancaria, y su pareja desde que se conocieran en el instituto. La ceremonia tuvo lugar en la Catedral de Santa María de Mediavilla de Teruel a las edades correspondientes de veintiocho y veintisiete años respectivamente. Sobre la boda el cantante comentó que «estoy emocionado porque llevo diez años esperando este momento. Es mi princesilla».
El 14 de junio de 2011 nació Daniel, primogénito del cantante que vio la luz con un mes de antelación. La noticia se conoció mediante un comunicado de prensa por parte de su agencia de contratación, para entonces Planet Music Management. Sobre la nota, comentaron que tanto el hijo como su madre están «en perfecto estado de salud» y que «Civera se encuentra muy feliz y quiere compartir esta maravillosa noticia con todos sus seguidores». En 2013 nació Laura, su segunda hija, esta vez sin ningún tipo de comunicado de prensa.

## Discografía
Álbumes de estudio
- 2001: Dile que la quiero
- 2002: En cuerpo y alma
- 2003: La chiqui big band
- 2005: Perdóname
- 2006: Ni el primero, ni el último
- 2007: No bastará
- 2008: Para vivir contigo
- 2009: Podemos elegir
- 2011: A ritmo de clásicos
- 2013: Versión original

Álbumes recopilatorios
- 2008: Grandes éxitos
- 2016: 15 Aniversario